# Gonatocerus brevifuniculatus
Gonatocerus brevifuniculatus är en stekelart som beskrevs av Subba Rao 1970. Gonatocerus brevifuniculatus ingår i släktet Gonatocerus och familjen dvärgsteklar.
Artens utbredningsområde är Pakistan. Inga underarter finns listade i Catalogue of Life.